# Roc de Saint-Cirq
El Roc de Saint-Cirq («roca de Saint-Cirq») és un jaciment arqueològic d'època paleolítica situat al municipi de Saint-Cirq al departament de la Dordonya, al sud-oest de França. Va ser declarat Patrimoni de la Humanitat per la Unesco l'any 1979, formant part del lloc «Llocs prehistòrics i grutes decorades de la vall del Vézère» amb el codi 85-013.
La Roc de Saint-Cirq també és coneguda com a Grotte du sorcier («gruta del bruixot»). Aquest lloc alberga gravats prehistòrics que daten del Magdalenià. Hi ha animals com bisons, cavalls o cabres, així com signes geomètrics i representacions humanes, entre elles el cèlebre bruixot que li dona el seu malnom.
Està classificada com Monument històric de França des de l'any 1958.

## Història

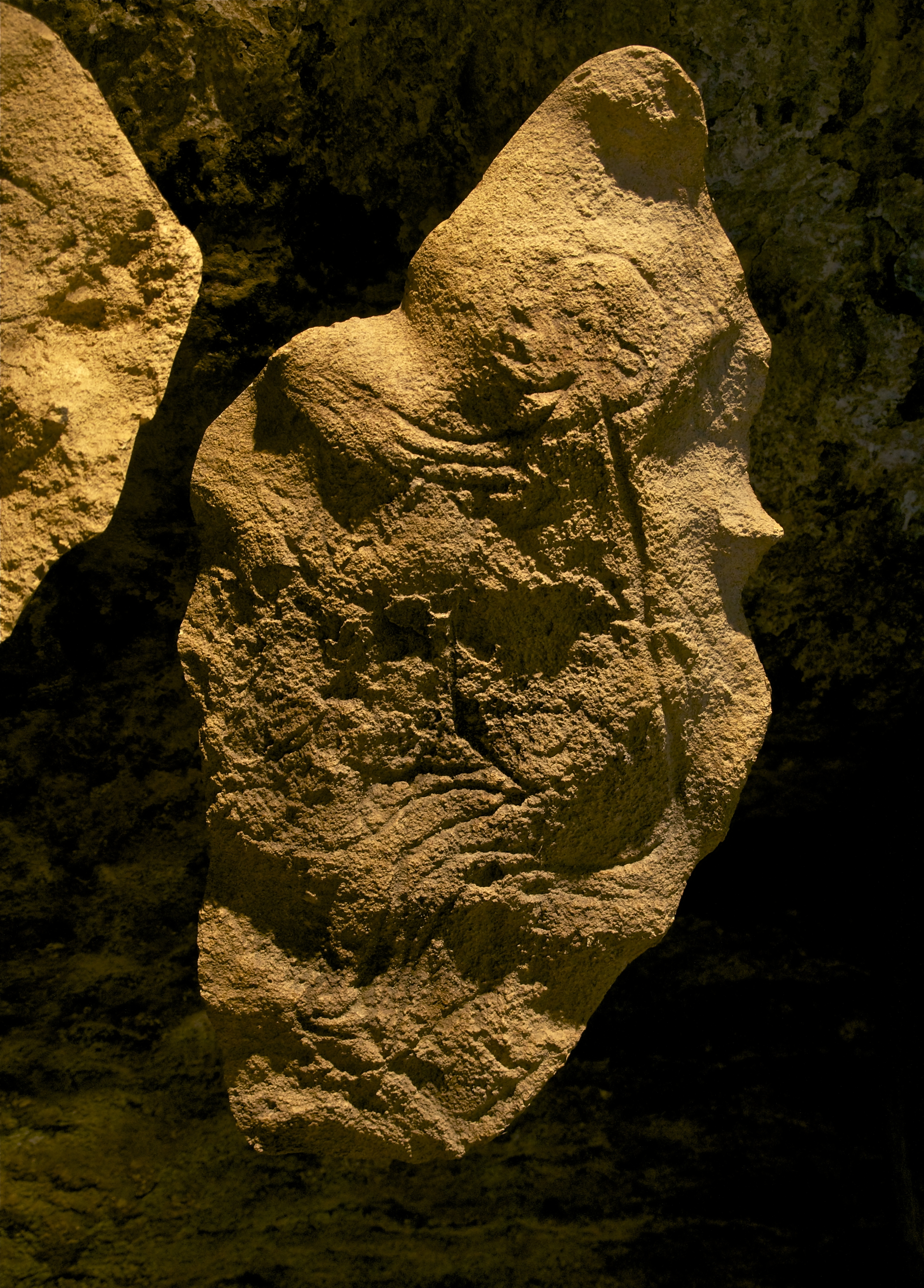
Gravat visible en el petit museu a l'entrada de la cova

La cova va ser descoberta a finals de 1951. Noël Brousse, llavors propietari, va convidar B. Mortureux i la seva dona a visitar la cavitat, el 22 de maig de 1952. Reconeixen els primers elements decoratius: Cavalls profundament gravats i bisons tallats en relleu.
Les exploracions continuen a l'any següent amb especialistes internacionals en l'art rupestre. Des de 2010, la cavitat i gravats estan subjectes a estudis addicional per Romain Pigeaud Florian Berrouet i Estelle Bougard.
El lloc està obert a les visites.